# Kamień runiczny z Pilgårds

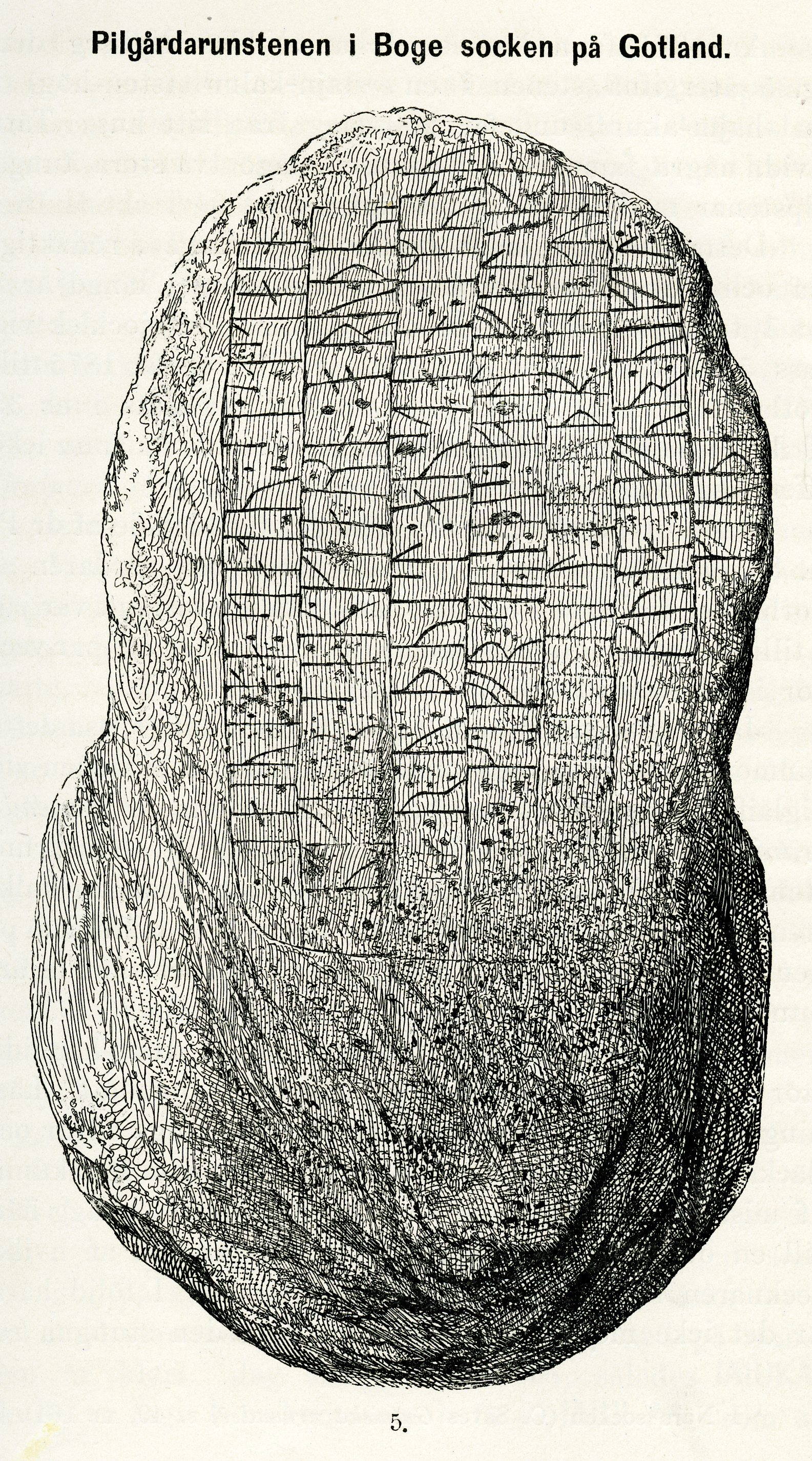
Kamień runiczny z Pilgårds na XIX-wiecznej rycinie

Kamień runiczny z Pilgårds (G 280) – kamień runiczny pochodzący z miejscowości Pilgårds na Gotlandii, będący świadectwem podróży skandynawskich wikingów szlakiem wschodnim biegiem Dniepru na południe. 
Datowany na koniec X wieku kamień został wykonany z czerwonego kwarcytu i ma 60 cm wysokości. Odkryty został w 1870 roku na farmie w Pilgårds, pięć lat później umieszczono go w zbiorach Muzeum Gotlandzkiego (Gotlands Fornsal), gdzie znajduje się pod numerem inwentarzowym 625. Na powierzchni kamienia wyryta jest, w siedmiu pionowych rzędach, inskrypcja o treści:
biarfaa : statu : sis[o] stain
hakbiarn : bruþr
ruþuisl : austain : imuar
is af[a] : st[ai]n[a] : stata : aft : raf[a]
su[þ] furi : ru[f]staini : kuamu
uit i aifur : uifil
[ba]uþ [u=m]
co znaczy:
Ten jasno pomalowany kamień ustawił Hegbjarn i jego bracia Rodvisl, Öystein i Emund ku pamięci Rafna, który zginął na południe od Rufstein. Dotarł on aż do Aifor. Vifil wydał rozkaz.
Pojawiające się w tekście skandynawskie nazwy Aifor i Rufstein to odpowiednio jeden z porohów na Dnieprze, Nenasyteć, i jego pierwsza skała, Rwanyj Kamiń.